# Viadukt von Chaumont
Das Viadukt von Chaumont ist eine zweigleisige Eisenbahnbrücke auf der Bahnstrecke Paris–Mulhouse am westlichen Stadtrand von Chaumont im Département Haute-Marne, wo es das Tal des Flüsschens Suize sowie die in dem Tal verlaufende Route départementale D65 und drei kleine örtliche Straßen überquert.
Es steht bei Kilometer 260,7 (gerechnet ab Paris, Gare de l’Est), wenige hundert Meter nach der Einmündung der Bahnstrecke Blesme-Haussignémont–Chaumont und weniger als einen Kilometer vom Bahnhof Chaumont entfernt.
Es gehört zu den bedeutendsten Viadukten des 19. Jahrhunderts in Europa.

## Beschreibung
Das Viadukt aus Natursteinmauerwerk ist 600 m lang, 50 m hoch und 8,10 m breit.
Es umfasst drei Etagen. In der oberen Etage sind 50 Rundbögen von je 10 m Stützweite, in der zweiten Etage 46 Bögen von je 9,50 m und in der unteren Etage 23 Bögen von je 9,25 m Stützweite, da die Pfeiler nach unten von Etage zu Etage stärker werden und somit in der unteren Etage etwas weniger Zwischenraum für die Bögen bieten als in den oberen Etagen. Die Bögen haben jedoch alle einen Radius von 5 m, damit einheitliche Lehrgerüste mehrfach verwendet werden konnten. Die Höhe der Etagen nimmt von 19,85 m in der unteren Etage über 15,15 m in der mittleren auf 15,00 m in der oberen Etage ab. Während die oberen Bögen ebenso breit sind wie der Fahrbahnträger, sind die Bögen der beiden unteren Etagen nur 3,00 m breit. Sie haben die Aufgabe, die Stabilität der Pfeiler zu erhöhen und die von den Zügen verursachten Vibrationen zu dämpfen. Auf ihnen und durch die 2,50 breiten und 5,00 m hohen Durchlässe in allen Pfeilern führen Inspektionswege durch die Brücke. Auf der unteren Etage kann der Weg auch von der Allgemeinheit benutzt werden, während er auf der zweiten Etage, ebenso wie die Gehwege auf der Brücke, dem Dienstpersonal vorbehalten ist.
Jeweils fünf Bogen sind von deutlich stärkeren Pfeilern eingerahmt, deren Kopf von vier statt der sonst verwendeten zwei Guttae verziert wird. Diese Pfeiler übernehmen die Rolle von Widerlagern und sollen die Folgen der Zerstörung eines Bogens auf diese 5er-Gruppe beschränken.
Diese Trennpfeiler sind in der unteren Etage 4,30 m breit, die anderen Pfeiler sind 2,30 m breit. Alle Pfeiler haben an der Innenseite unter den Bögen senkrechte Wände, aber ihre Breite nimmt durch einen starken Anzug von den 8,10 m am Fahrbahnträger bis auf 15,88 m an der Basis zu.

## Geschichte

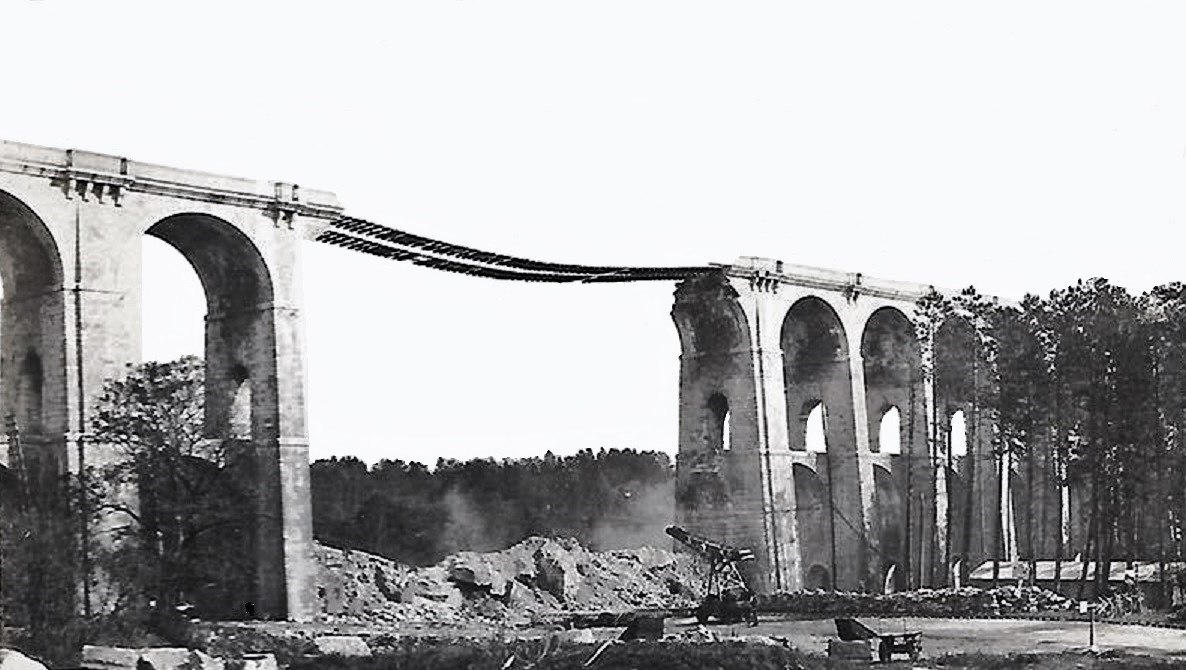
Die teilzerstörte Brücke im Jahr 1944

Das Viadukt wurde als Teil der Bahnstrecke Paris–Mulhouse von der Compagnie des chemins de fer de l’Est in Auftrag gegeben. Es wurde nach den Plänen des bei der Bahngesellschaft tätigen Ingenieurs Eugène Decomble und seines Vorgesetzten Zeiller in nur 15 Monaten zwischen dem 21. August 1855 und dem 25. November 1856 ausgeführt. Zeitweise waren bis zu 2500 Arbeiter auf der Baustelle tätig, an der oft Tag und Nacht gearbeitet wurde. Bis zu 300 Pferde, eine Dampflokomotive und fünf stationäre Dampfmaschinen waren im Einsatz.
Im Zweiten Weltkrieg wurden am 31. August 1944 drei Pfeiler von deutschen Truppen gesprengt. Die Lücke wurde bis zum November 1945 durch Stahlbeton und eine Natursteinverkleidung wieder geschlossen.
Seit 2012 wird die Brücke nachts durch mehrfarbige LED-Scheinwerfer beleuchtet.

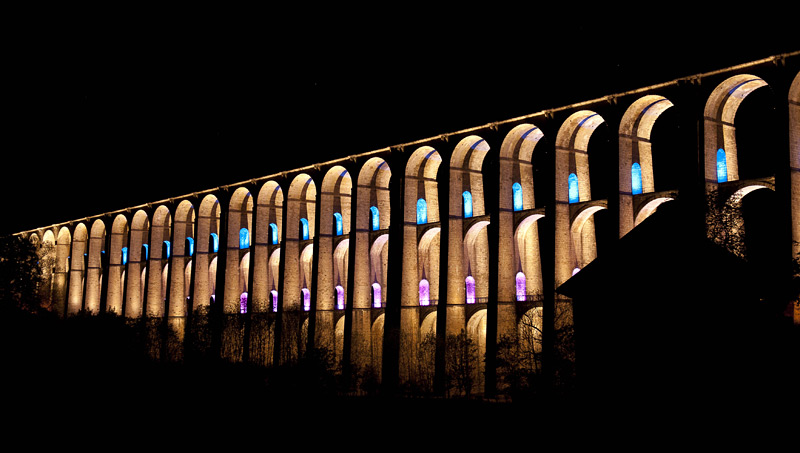
Beleuchteter Viadukt bei Nacht

In den Jahren 2016 und 2018 wurden größere Wartungsarbeiten an dem Viadukt durchgeführt.